# 加納鎮
加納鎮是西非國家岡比亞的城鎮，由西部區負責管轄，位於該國西部大西洋沿岸灘基附近，居民主要是來自加納的移民，他們以捕獵鯊魚為生，2009年人口估計約1,397。